# August von Kluckhohn

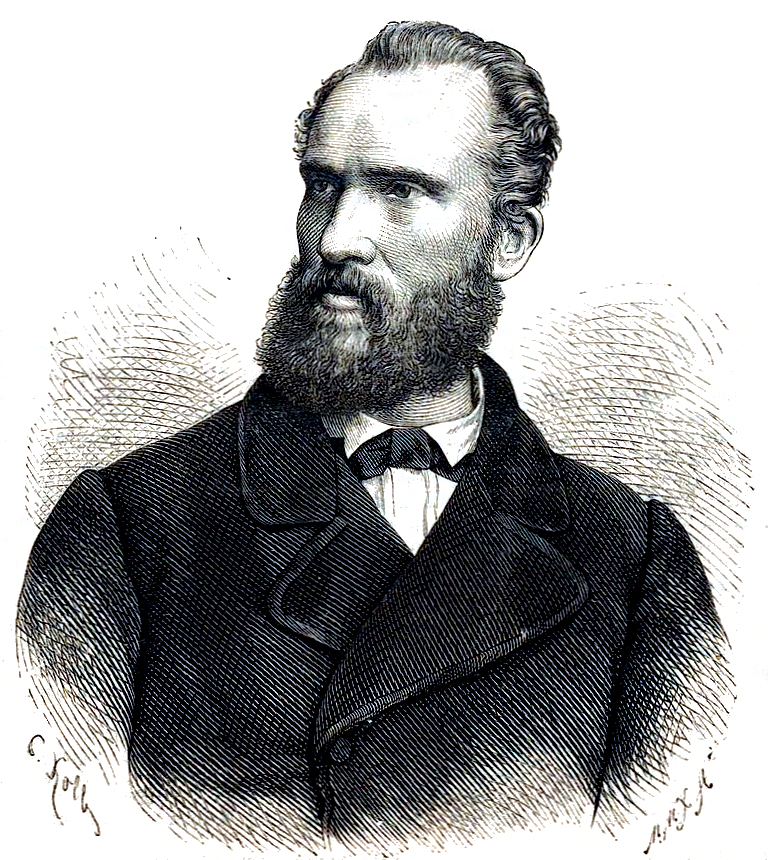
Bildnis August von Kluckhohn
Beilage zum Darmstädter Tagblatt, Nr. 8/1891

August von Kluckhohn (* 6. Juli 1832 in Bavenhausen, Gemeinde Kalletal; † 19. Mai 1893 in München) war ein deutscher Historiker.

## Leben
Von Kluckhohn studierte in Heidelberg unter Ludwig Häusser und in Göttingen unter Georg Waitz Geschichte. Er habilitierte sich 1858 in Heidelberg als Dozent der Geschichte und zog im Herbst desselben Jahres nach München, um die Redaktion des kritischen Teils der Historischen Zeitschrift von Heinrich von Sybel zu übernehmen. Anschließend trat von Kluckhohn als Mitarbeiter bei der Historischen Kommission ein, erst bei den Reichstagsakten, dann bei der Herausgabe der Wittelsbachischen Korrespondenz, von der er die Briefe Friedrichs des Frommen, Kurfürsten von der Pfalz (Braunschweig 1868–72, 2 Bde.) herausgegeben hat.
Nachdem sich von Kluckhohn 1860 als Dozent der Geschichte an der Universität München habilitiert hatte, wurde er 1865 außerordentlicher Professor und ging 1869 als ordentlicher Professor an die Technische Hochschule, während er an der Universität als Honorarprofessor weiter wirkte.
Er wurde auch Mitglied der Akademie der Wissenschaften und der Historischen Kommission. 1883 wurde er als ordentlicher Professor der Geschichte nach Göttingen berufen.  Kluckhohn war verheiratet mit Pauline Kluckhohn, geb. Stallforth (1848–1923) aus Bremen. 1884 wurde in Göttingen sein Sohn Wilhelm Kluckhohn (der Vater des Kunsthistorikers Erwin Kluckhohn) geboren, 1886 sein Sohn Paul Kluckhohn. 1892 wurde Kluckhohn zum ordentlichen Mitglied der Göttinger Akademie der Wissenschaften gewählt.

## Werke
- Die Geschichte des Gottesfriedens (Leipzig 1857);
- Forschungen zur deutschen Geschichte, Band 2, (Göttingen 1861);
- Wilhelm III., Herzog von Bayern-München, der Protector des Baseler Konzils (Göttingen 1862);
- Ludwig der Reiche, Herzog von Bayern-Landshut (Nördlingen 1865), eine von der Historischen Kommission gekrönte Preisschrift;
- Friedrich der Fromme, Churfürst von der Pfalz, der Schützer der reformirten Kirche 1559–1576 (Nördlingen 1876–79) Digitalisat;
- Luise, Königin von Preußen (Berlin 1876);
- Blücher (das. 1879) und verschiedene Abhandlungen über die pfälzische Geschichte und die Geschichte des Unterrichtswesens in Bayern in den Schriften der bayrischen Akademie der Wissenschaften.
- Über Lorenz von Westenrieders Leben und Schriften. Zeichnungen von Otto E. Lau. Buchnersche Verlagsbuchhandlung, Bamberg 1890.

Aus dem handschriftlichen Nachlass Westenrieders gab er dessen  Denkwürdigkeiten und Briefe heraus (München 1882).